# Sankt Johannes kyrka, Kalmar
 Sankt Johannes kyrka  är en kyrkobyggnad i Kalmar i Växjö stift. Den är församlingskyrka i Sankt Johannes församling.

## Kyrkobyggnaden
Kyrkan byggdes 1979–1980 och ingår som en del i en församlingsgård med namnet Johannesgården. Initiativtagare var en småkyrkostiftelse för Tegelviken-Nyhem bildad 1962. Byggnaden uppfördes efter ritningar av arkitekt Ivar Pettersson och invigdes av biskop Sven Lindegård  andra söndagen efter påsk 1980. 
Johannesgården med kyrka är byggd i två plan. Kyrkorummet är beläget i övervåningen tillsammans med en rymlig församlingssal. I nedre våningen finns lokaler för  församlingsarbetet. Kyrkan är byggd  i rött tegel i  modernistisk arkitektur . 
Intill kyrkan har en fristående  klockstapel  uppförts med två klockor. Interiören har formats av inredningsarkitekt Hans Gerwins.

## Inventarier
- Altaret i den östorienterade kordelen är fristående.

- Altarskulpturen är utförd av bildhuggaren Erik Sand med temat Kristus är uppstånden.

- Altarringen och predikstolen samt kyrkbänkarna har ritats av Hans Gerwins.

- Dopfuntens kuppa i öländsk kalksten vilar på ett fundament av röd tegelsten.

- Processionskrucifix.

- Norra väggen pryds av en vävnad komponerad av professor Edna Martin.

## Orgel
- En orgel från Kalmar slottskyrka flyttades hit. Den var byggd 1955 av A. Mårtenssons orgelfabrik och var mekanisk.

| Manual I        | Manual II     | Pedal             | Koppel |
| Gedackt 8’      | Rörflöjt 8'   | Gedacktpommer 16' | I/P    |
| Principal 4’    | Gemshorn 4'   |                   | II/P   |
| Mixtur 2-3 chor | Blockflöjt 2' |                   | II/I   |

- Den nuvarande orgeln är byggd av Sune Fondell, Ålems Orgelverkstad AB, 1992. Den har 12 stämmor fördelade på 2 manualer och pedal.

| Manual I     | Manual II       | Pedal      | Koppel |
| Principal 8' | Gedackt 8'      | Subbas 16' | I/P    |
| Flöjt 8'     | Traversflöjt 4' |            | II/P   |
| Oktava 4'    | Spetsflöjt 2'   |            | II/I   |
| Flöjt 4'     | Vox virginie 8' |            |        |
| Oktava 2'    | Sordin          |            |        |
| Cornett 3ch  |                 |            |        |
| Scharf 2ch   |                 |            |        |

## Bildgalleri

### Exteriör

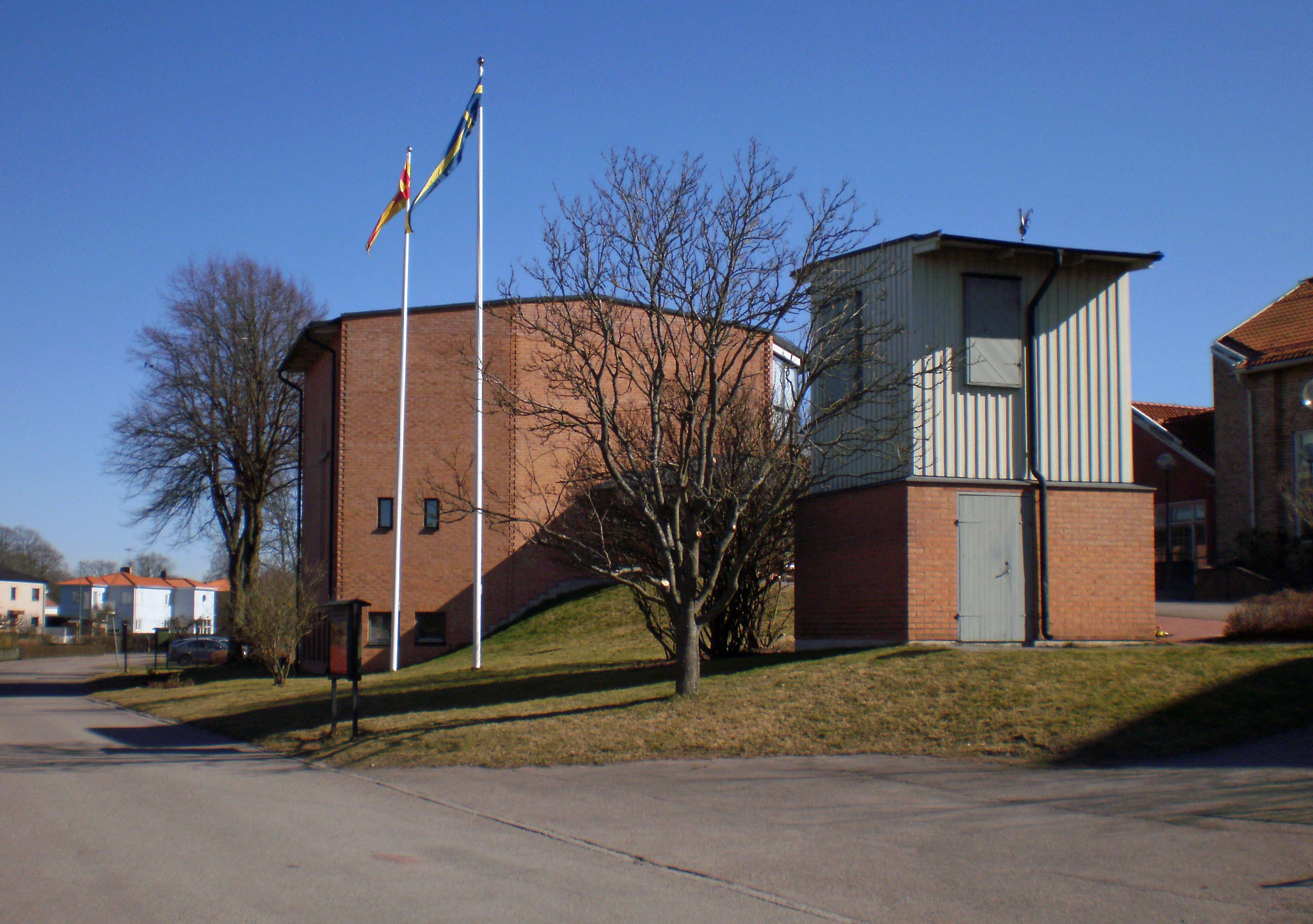
Kyrkan med klocktornet från väster
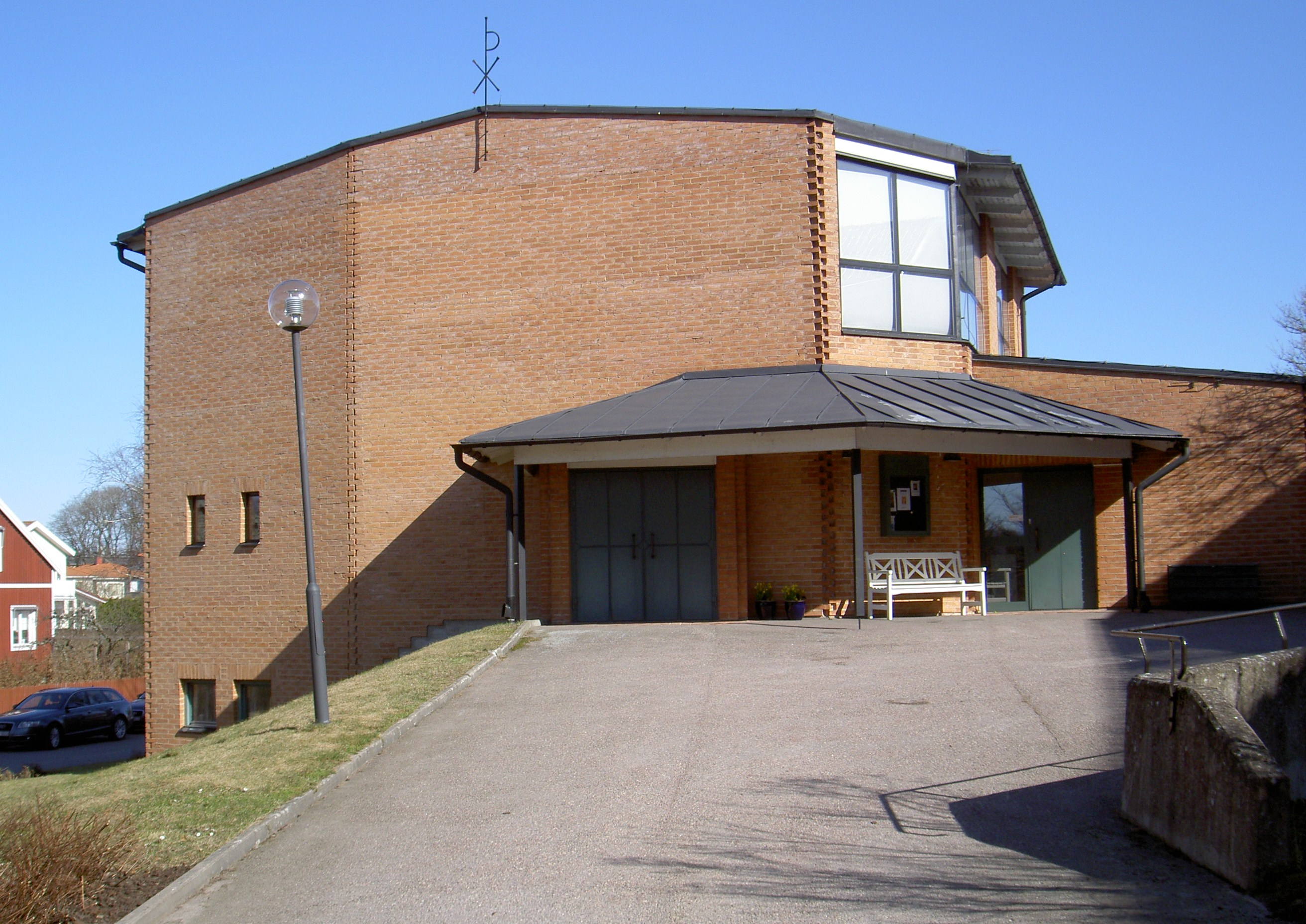
Kyrkobyggnaden
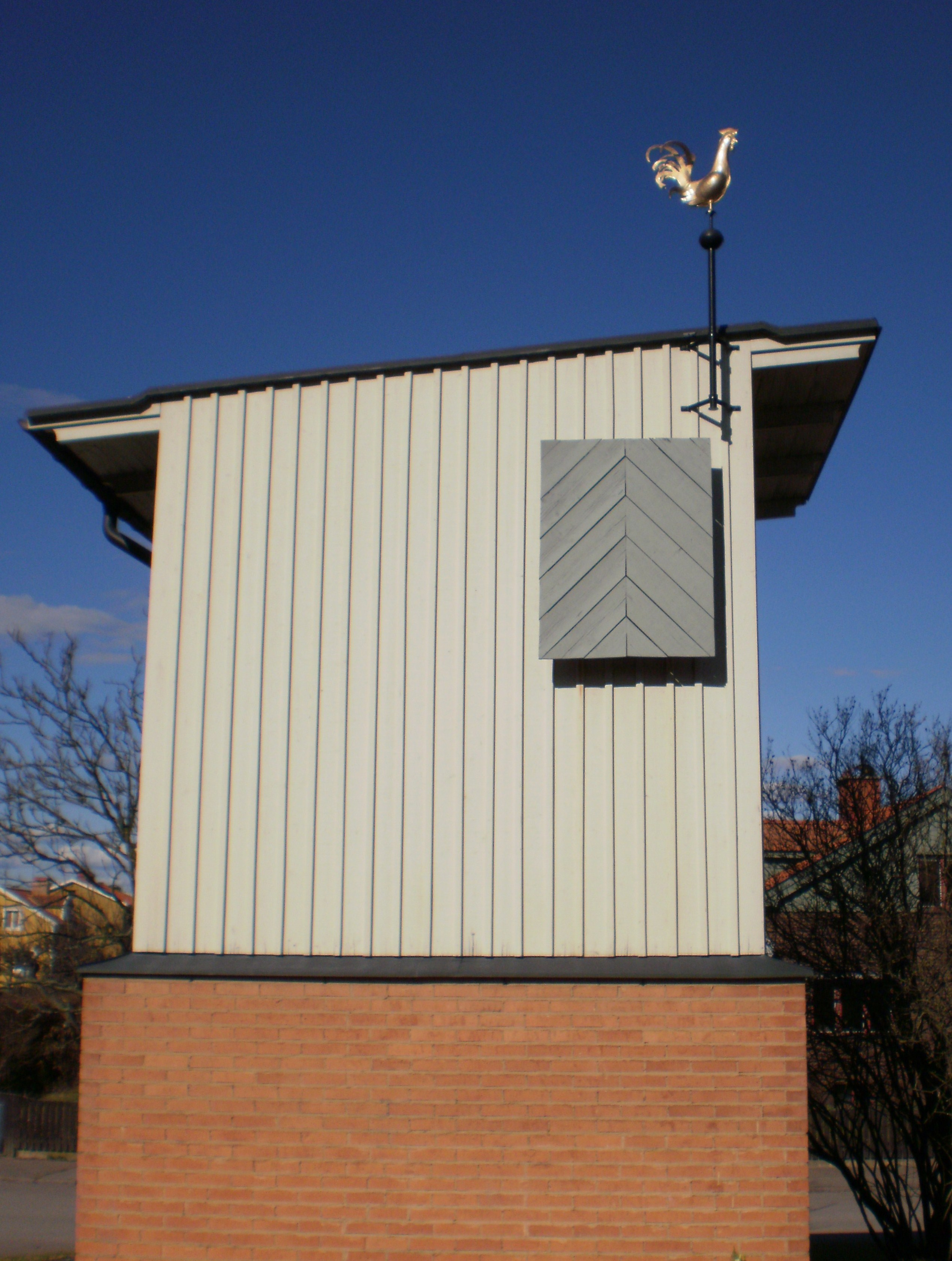
Klocktornet
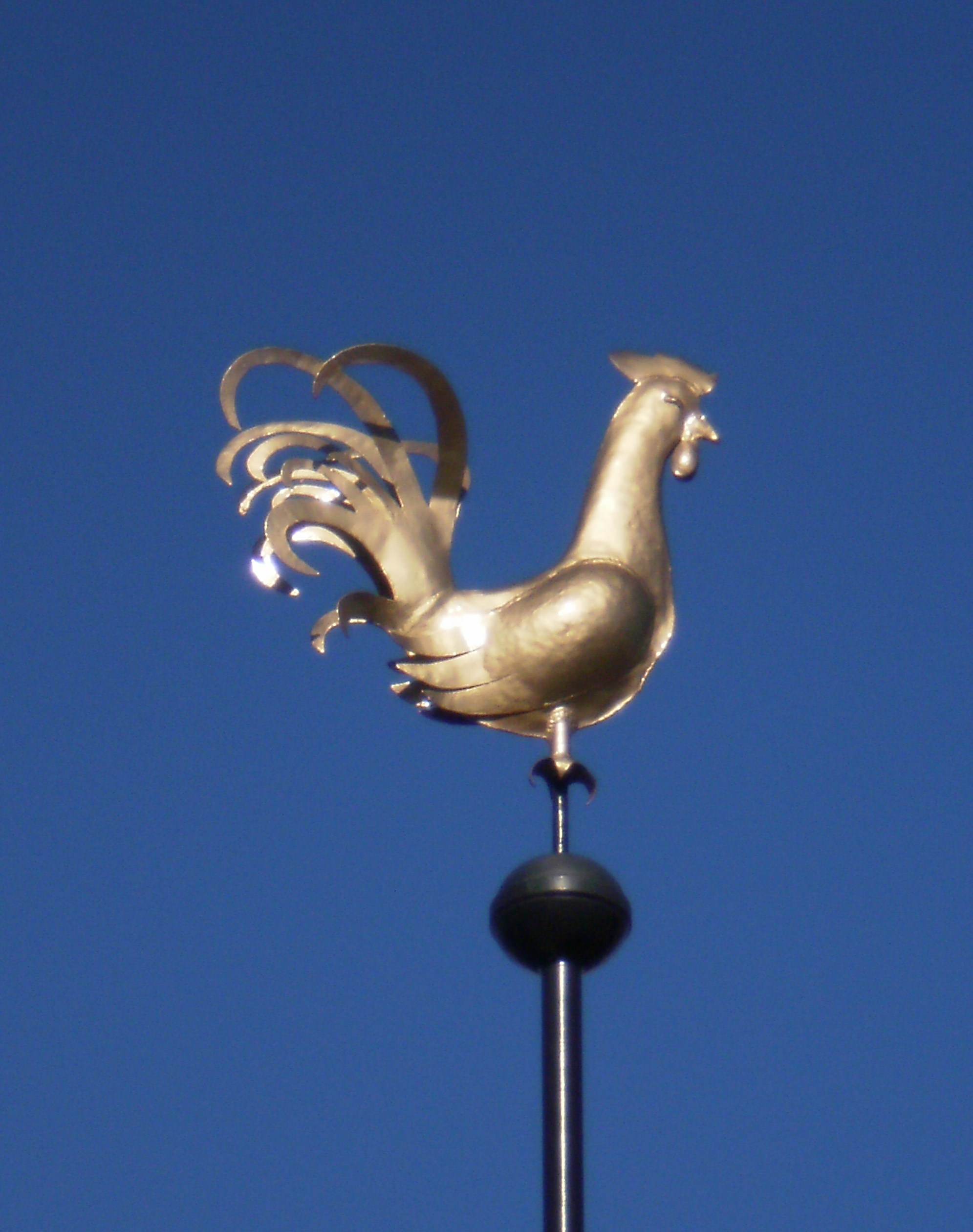
Kyrktuppen

### Interiör

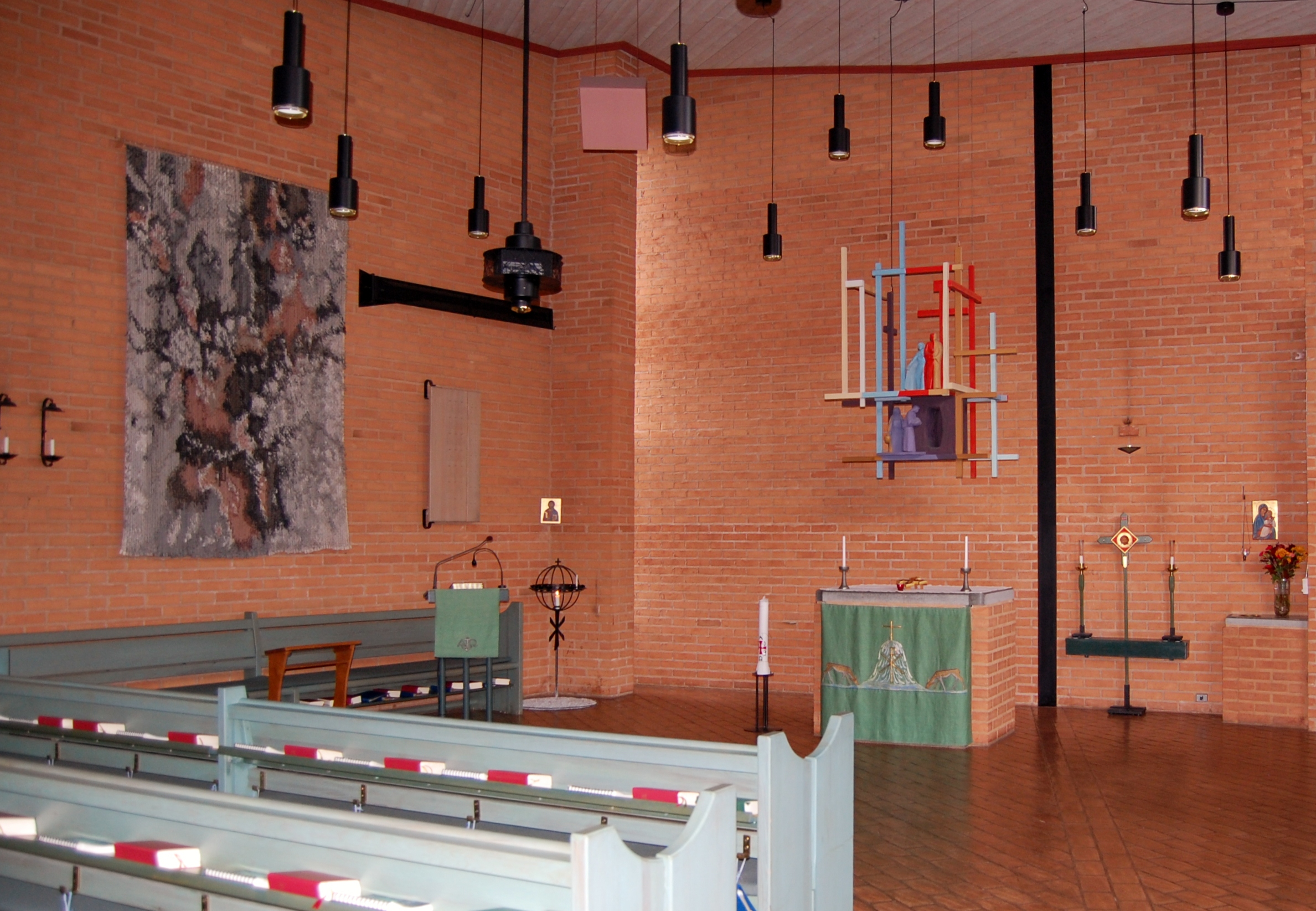
Interiör mot öster.
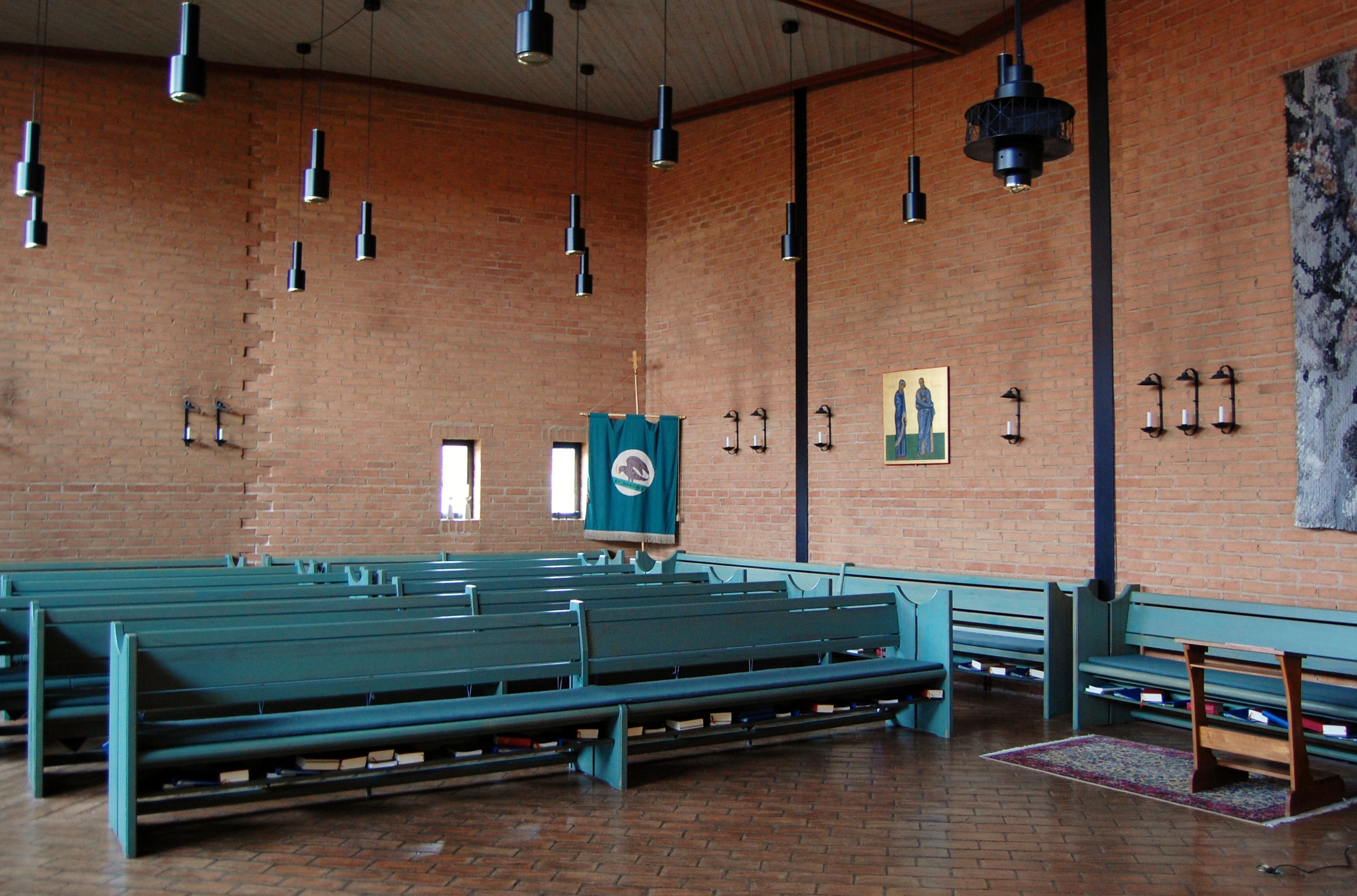
Kyrkorummet mot väster.
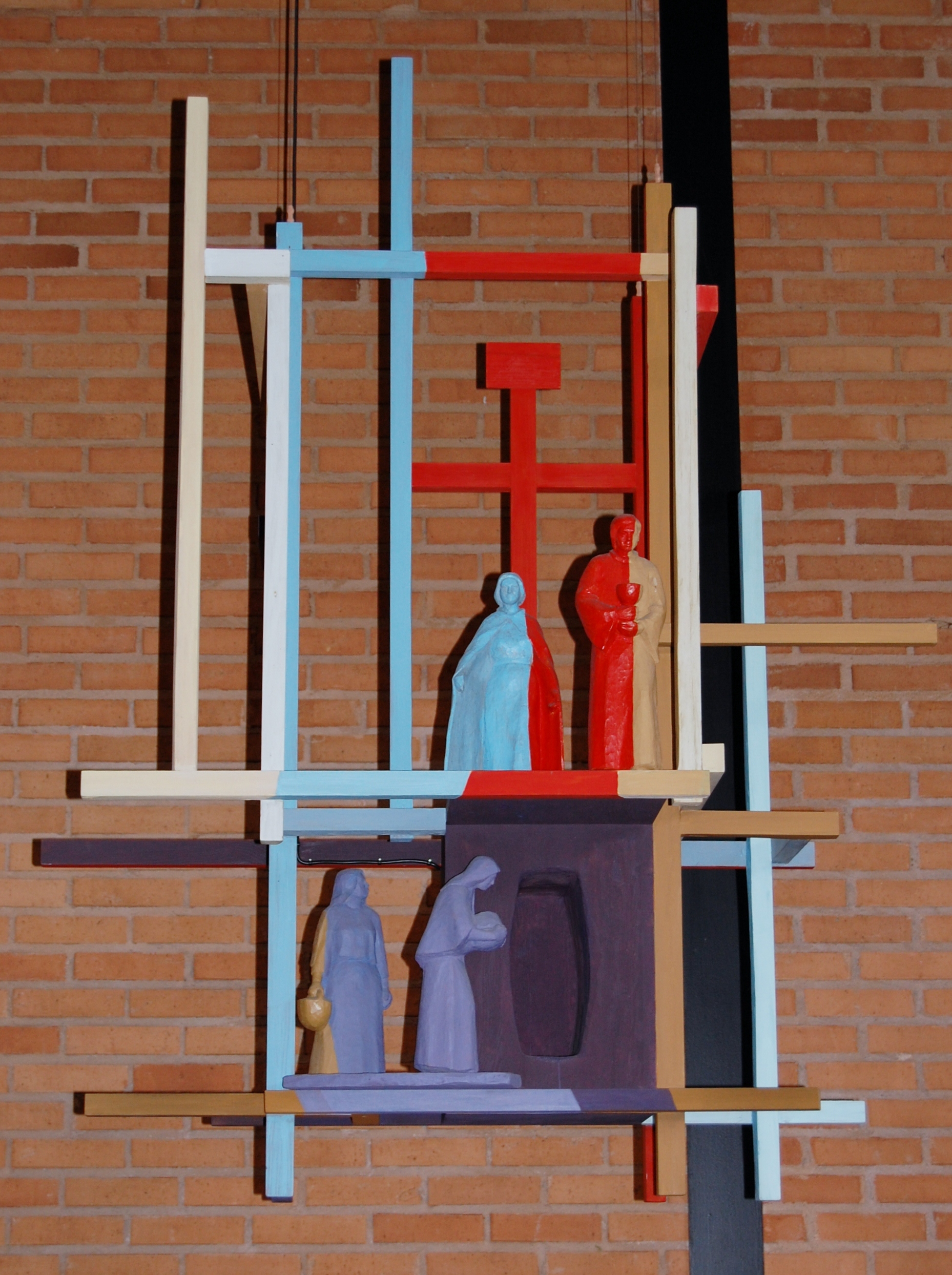
Erik  Sands skulptur: Kristus är uppstånden.
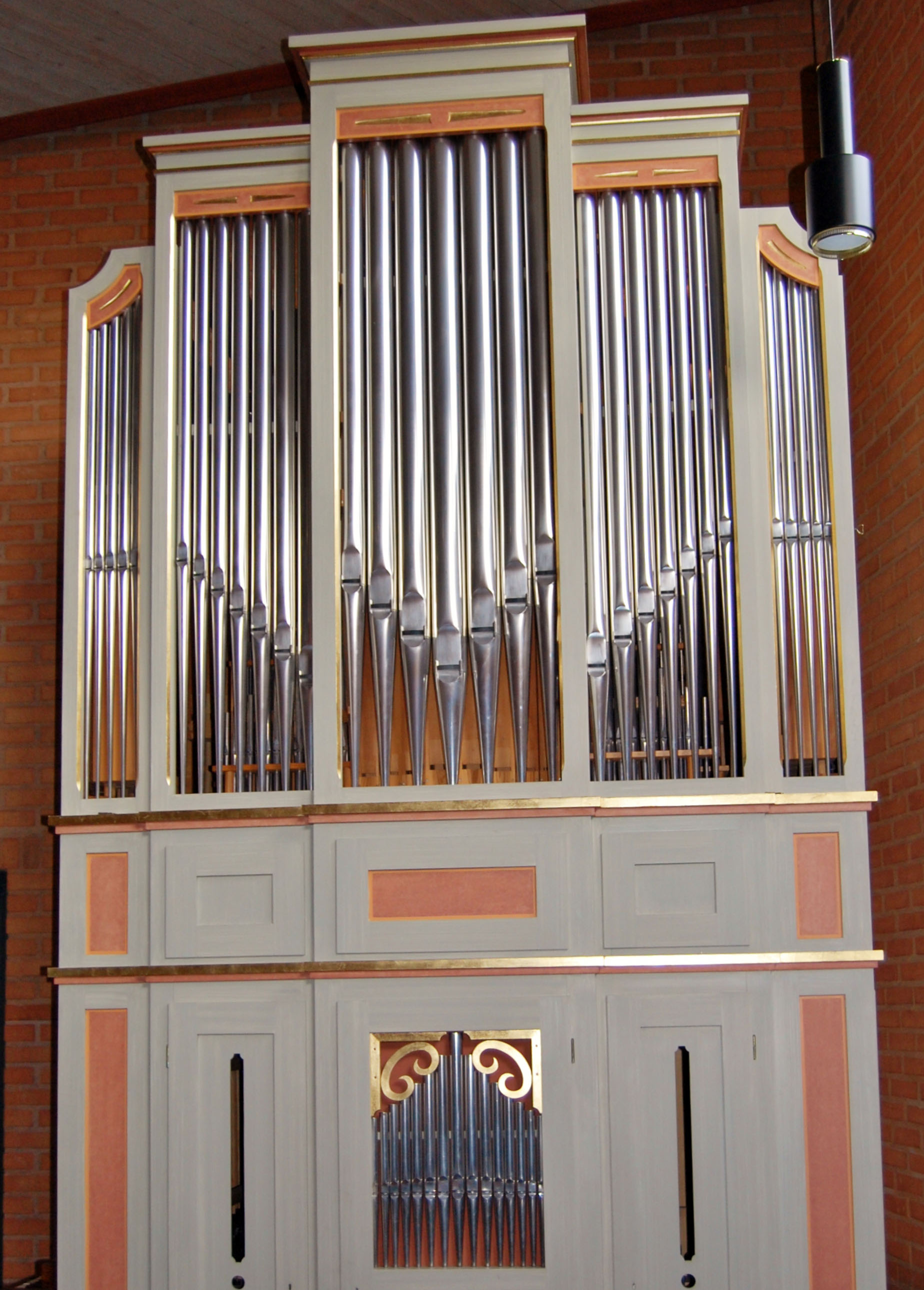
Orgeln, byggd av Sune Fondell.

### Webbkällor
- Sv Kyrkan i Kalmar inf. om Johannes k:a

- Wikimedia Commons har media som rör Sankt Johannes kyrka, Kalmar.